# Landkreis Rügen
Landkreis Rügen var en landkreis i den tyske delstat Mecklenburg-Vorpommern.
Området består af øen Rügen, øerne Hiddensee og Ummanz samt flere mindre øer i samme område. Landkreisens administrationsby var Bergen auf Rügen.
Under landkreisreformen i 2011 blev landkreisen lagt sammen med Landkreis Nordvorpommern og byen Stralsund til den nye Landkreis Vorpommern-Rügen.

## Byer og kommuner
(Indbyggertal fra 31. december 2006)
Amtsfrie kommuner og byer
- Binz (5.430)
- Putbus, by (4.768)
- Sassnitz, by (10.747)

Amter med amtstilhørende kommuner og byer
* markerer administrationsby

| - 1. Amt Bergen auf Rügen 1. Bergen auf Rügen, by * (14.430) 2. Buschvitz (235) 3. Garz (Rügen), Stadt (2.567) 4. Gustow (654) 5. Lietzow (300) 6. Parchtitz (823) 7. Patzig (522) 8. Poseritz (1.154) 9. Ralswiek (304) 10. Rappin (353) 11. Sehlen (961) 12. Thesenvitz (416) | - 2. Amt Mönchgut-Granitz 1. Baabe * (895) 2. Gager (411) 3. Göhren (1.278) 4. Lancken-Granitz (403) 5. Middelhagen (605) 6. Sellin (2.410) 7. Thiessow (453) 8. Zirkow (710) - 3. Amt Nord-Rügen 1. Altenkirchen (1.065) 2. Breege (793) 3. Dranske (1.321) 4. Glowe (1.040) 5. Lohme (566) 6. Putgarten (289) 7. Sagard * (2.749) 8. Wiek (1.231) | - 4. Amt West-Rügen 1. Altefähr (1.261) 2. Dreschvitz (821) 3. Gingst (1.432) 4. Insel Hiddensee (1.077) 5. Kluis (440) 6. Neuenkirchen (391) 7. Rambin (1.042) 8. Samtens * (2.087) 9. Schaprode (530) 10. Trent (820) 11. Ummanz (675) |

- Wikimedia Commons har flere filer relateret til Landkreis Rügen

54°25′N 13°25′Ø / 54.42°N 13.42°Ø